# 분청사기 상감파도어문 병
분청사기 상감파도어문 병(粉靑沙器 象嵌波濤魚文 甁)은 서울특별시 관악구 호림박물관에 있는 조선시대의 분청사기이다. 2006년 1월 17일 대한민국의 보물 제1455호로 지정되었다.

## 개요
이 분청사기 상감파도어문 병은 조선초기 분청의 전형적인 병 형태로써 전면에 굵고 대담한 상감문양을 새겨 넣었다. 목부분에는 연주문(連珠文)이 상감되고 그 아래의 어깨부분에는 두 개의 문양대로 나누어 인화기법을 사용하여 국화문(菊花文)을 꽉 차게 배치하였다. 몸통에는 파도위로 헤엄치는 물고기를 크게 두 군데 상감하고 그 밑에는 당초문대(唐草文帶)를 둘렀는데 모두 백상감으로 하였다. 파어문의 해학성이 뛰어나고 활달한 문양과 다리에까지 문양을 넣어 제작한 점 등이 돋보인다.

## 같이 보기
- 청곡사

## 참고 자료
- 분청사기 상감파도어문 병 - 국가유산청 국가유산포털